# Kaarlijärve
Kaarlijärve är en ort i Estland. Den ligger i Rannu kommun och landskapet Tartumaa, i den södra delen av landet, 150 km sydost om huvudstaden Tallinn. Kaarlijärve ligger 44 meter över havet och antalet invånare är 170. Den ligger vid sjön Võrtsjärv.
Terrängen runt Kaarlijärve är platt. Runt Kaarlijärve är det glesbefolkat, med 11 invånare per kvadratkilometer. Närmaste större samhälle är Elva, 17,0 km öster om Kaarlijärve. Omgivningarna runt Kaarlijärve är en mosaik av jordbruksmark och naturlig växtlighet.